# Gonatocerus shamimi
Gonatocerus shamimi is een vliesvleugelig insect uit de familie Mymaridae. De wetenschappelijke naam is voor het eerst geldig gepubliceerd in 1986 door Subba Rao & Hayat.